# Achillea pyrenaica
Espèce
Synonymes
- Achillea ptarmica subsp. pyrenaica (Godr.) Heimerl[2]

Achillea pyrenaica, l’Achillée des Pyrénées, est une espèce de plante herbacée de la famille des Astéracées.

## Description
Sa floraison a lieu de juin à septembre. Elle se distingue de l'espèce de base par ses tiges non striées et pubescentes, des feuilles également pubescentes et plus larges ainsi que des capitules plus grands.

## Habitats
Achillea pyrenaica est présente dans les Pyrénées et le Massif central (Cantal, Aubrac, Cévennes) aux étages montagnard à alpin dans les pelouses humides, dans les microphorbiaies hygrophiles et oligotrophiles.